# Cacostegania
Cacostegania is een geslacht van vlinders van de familie spanners (Geometridae), uit de onderfamilie Ennominae.

## Soorten
- C. australis Warren, 1901
- C. confusa (Warren, 1901)
- C. obscurata (Warren, 1905)